# Lista siturilor arheologice din județul Suceava - H
Lista siturilor arheologice din județul Suceava - H conține toate siturile arheologice din județul Suceava înscrise în Repertoriul Arheologic Național (RAN) și aflate în localități al căror nume începe cu litera H. RAN este administrat de Ministerul Culturii și Patrimoniului Național și cuprinde date științifice, cartografice, topografice, imagini și planuri, precum și orice alte informații privitoare la zonele cu potențial arheologic, studiate sau nu, încă existente sau dispărute.
Puteți căuta un sit din localitățile care încep cu litera H folosind formularul de mai jos sau puteți naviga prin toate siturile din județ la Lista siturilor arheologice din județul Suceava.
| Cod RAN                                    | Denumire | Localitate                                  | Adresă        | Datare         | Descoperit | Coordonate | Imagine           | Erori            |
| ------------------------------------------ | --- | ------------------------------------------- | ------------- | -------------- | ---------- | ---------- | ----------------- | ---------------- |
| 149058.01.01 (Cod LMI: SV-II-m-A-05558.01) | Biserica medievală "Pogorârea Sfântului Duh" de la Horodniceni / ansamblu Biserica "Pogorârea Sfântului Duh" (Categorie: structură de cult/religioasă) (Tip: Biserică) | sat Horodniceni, comuna Horodniceni         |               | sec. XVI-XVIII |            |            | Încărcați imagine | Raportați eroare |
| 149058.01.02 (Cod LMI: SV-II-m-A-05558.02) | Biserica medievală "Pogorârea Sfântului Duh" de la Horodniceni / ansamblu anonim (Categorie: structură de cult/religioasă) (Tip: zvodniță)                             | sat Horodniceni, comuna Horodniceni         |               | sec.XIX        |            |            | Încărcați imagine | Raportați eroare |
| 149110.01.01 (Cod LMI: SV-I-s-B-05416)     | Necropola din epoca bronzului de la Horodnic de Jos - "Dealul Colnic" / ansamblu anonim (Categorie: descoperire funerară) (Tip: Necropolă tumulară)                    | sat Horodnic de Jos, comuna Horodnic de Jos | Dealul Colnic |                |            |            | Încărcați imagine | Raportați eroare |
| 149110.02.01 (Cod LMI: SV-I-s-B-05417)     | Mănăstirea medievală de la Horodnic de Jos - "La Călugărița" / ansamblu Ruinele Mănăstirii Horodnic (Categorie: structură de cult/religioasă) (Tip: Mănăstire)         | sat Horodnic de Jos, comuna Horodnic de Jos | La Călugărița | sec. XIV - XV  |            |            | Încărcați imagine | Raportați eroare |
| 149129.03.01 (Cod LMI: SV-I-s-B-05418)     | Fortificația de pământ de la Horodnic de Sus / ansamblu anonim (Categorie: fortificație) (Tip: Fortificație de pământ)                                                 | sat Horodnic de Sus, comuna Horodnic de Sus |               | sec. XV        |            |            | Încărcați imagine | Raportați eroare |